# هوندا ۲۵۰ سی‌بی‌ایکس
هوندا سی‌بی‌ایکس ۲۵۰اس‌آر (به انگلیسی: Honda CBX250RS) یک موتورسیکلت ژاپنی با انجین ۲۴۹ سی‌سی، موتور تک‌سیلندر، چهارزمانه، هواخنک (بدون‌رادیاتور)، با توان خروجی ۳۱ اسب بخار (در ۹۵۰۰ دور بر دقیقه)، گیربکس شش سرعته دستی، دارای دو خروجی اگزوز و حداکثر سرعت ۱۶۵ کیلومتر بر ساعت که در سال ۱۹۸۳ توسط کمپانی موتورسازی هوندا معرفی شد.
این موتورسیکلت که اولین بار در ماه مه ۱۹۸۳ توسط کمپانی هوندا در ژاپن به عنوان موتورسیکلت اسپرت ۲۵۰ سی‌سی جدید خود با هدف جایگزینی مدل محبوب سی‌بی۲۵۰ آراس به فروش رسید. موتور بر اساس سری XR ساخته شده بود و اتصالات خاصی به قسمت پایینی XR350 داشت، از جمله گیربکس شش سرعته و همان پمپ روغن. کورس موتور نیز یکسان است، اما قطر داخلی آن کاهش یافته تا ظرفیت به ۲۴۹ سی‌سی (۱۵.۲ اینچ مکعب) کاهش یافت. میل تعادل نیز حذف شد. برخلاف سایر موتورهای XR، در قسمت بالایی دو میل بادامک قرار داده شده بود. این موتورسیکلت همچنین به کاربراتورهای دوگانه مجهز بود که تنها یکی از آنها به مدار پیلوت مجهز بود و بسته به میزان چرخش دریچه گاز، مقادیر مختلفی را باز می‌کرد.
این محصول بین سال‌های ۱۹۸۴ تا ۱۹۸۶ با قیمت اولیه ۱۳۹۸ پوند در بریتانیا فروخته شد. این مدل با شکست فروش مواجه شد، زیرا از سی‌بی۲۵۰ آراس که در آن زمان هنوز در بازار بود گران‌تر بود و تفاوت چندانی با آن نداشت. این عرضه همچنین با داستان‌هایی مبنی بر ساییدگی سریع میل بادامک و راکر موتورسیکلت‌ها لکه‌دار شد. در نهایت، حدود ۳۰۰ دستگاه از آن فروخته شد. این مدل فروش قوی‌تری در ژاپن داشت، اما خیلی زود با GB250 جایگزین شد که به عنوان یک مدل کافه ریسر طراحی شده بود. این مدل تا سال ۲۰۰۰ با موفقیت در ژاپن فروخته می‌شد و تنها تغییرات جزئی داشت که قابل توجه‌ترین آنها تغییر به استفاده از یک کاربراتور بود.

## ویژگی‌های موتور
این موتورسیکلت به خاطر موتور تک‌سیلندر بودن و هواخنک خود شناخته می‌شود که حدود ۲۴ اسب بخار در ۸۰۰۰ دور در دقیقه و ۲۰ نیوتن متر گشتاور در ۹۰۰۰ دور در دقیقه تولید می‌کند. اگرچه از نظر اسب بخار، موتور خیلی قدرتمندی نیست، اما تجربه سواری واکنش‌پذیر و لذت‌بخشی را ارائه می‌دهد، به خصوص با توجه به وزن و کاربرد آن به عنوان یک موتورسیکلت سبک و اسپرت.
همچنین اغلب به دلیل قابلیت اطمینان و سهولت نگهداری، با وجود موتور تک‌سیلندر، مورد ستایش قرار می‌گیرد. اگرچه ممکن است قهرمان مسابقات درگ نباشد، اما تجربه سواری رضایت‌بخشی را برای کسانی که به دنبال یک موتورسیکلت سبک وزن توانمند و جذاب هستند، ارائه می‌دهد.